# Luís Castro (entrenador, nacido en 1980)
Luís Manuel Ferreira de Castro (Moreira de Cónegos, Portugal, 7 de mayo de 1980) es un entrenador de fútbol portugués. Actualmente dirige al FC Nantes de la Ligue 1.

## Trayectoria

### Inicios
Castro nació en Moreira de Cónegos, distrito de Braga, y comenzó su carrera dirigiendo al equipo sub-10 del Vizela. En 2005, el Moreirense lo invitó a ser coordinador de juveniles y entrenador del sub-19. En 2009, tras un año al frente del equipo sub-14 de la Asociación de Fútbol de Braga, regresó a Vizela. En 2011, se trasladó al extranjero y se hizo cargo del equipo sub-15 del club saudí Al-Nassr.
En 2012, regresó a Portugal tras ser nombrado entrenador del equipo sub-15 del Vitória de Guimarães. Posteriormente, se hizo cargo de la sub-19 y trabajó como coordinador de juveniles antes de trasladarse a Hungría en julio de 2016, al Debreceni VSC. En 2017, Castro retornó a Guimarães bajo el mismo rol, y también estuvo a cargo del equipo sub-23 en la temporada 2018-19.

### Panetolikos
El 30 de mayo de 2019, fue nombrado entrenador del Panetolikos de Grecia. No obstante, el 11 de octubre, el club lo despidió después de un mal comienzo en la temporada.

### Benfica
El 27 de noviembre de 2019, se unió al Benfica luego de ser oficializado a cargo de los equipos juveniles. En 2022, llevó a la sub-19 del club a un triplete histórico tras ganar sucesivamente el campeonato portugués, la UEFA Youth League y luego la primera edición de la Copa Intercontinental. El 2 de junio de 2022, fue oficializado como entrenador del Benfica "B".

### Dunkerque
El 26 de septiembre de 2023, dejó su cargo en el fútbol portugués para asumir al frente del Dunkerque. Durante la temporada 2024-25, llevó al equipo a una posición de play-offs en la Ligue 2, y también alcanzó las semifinales de la Copa de Francia donde cayeron ante el Paris Saint-Germain (futuro campeón del torneo).

### FC Nantes
El 16 de junio de 2025, se oficializó su salida del club dunkerqués para asumir como técnico del FC Nantes hasta junio de 2027.

## Clubes

### Como entrenador
| Club                | País     | Año           |
| ------------------- | -------- | ------------- |
| Panetolikos         | Grecia   | 2019          |
| Benfica (juveniles) | Portugal | 2019-2022     |
| Benfica "B"         | Portugal | 2022-2023     |
| Dunkerque           | Francia  | 2023-2025     |
| FC Nantes           | Francia  | 2025-presente |

## Palmarés

### Como entrenador

#### Campeonatos nacionales
| Título                          | Club                | País     | Año     |
| ------------------------------- | ------------------- | -------- | ------- |
| Campeonato Nacional de Juniores | Benfica (juveniles) | Portugal | 2021-22 |

#### Campeonatos internacionales
| Título                       | Club                | País     | Año     |
| ---------------------------- | ------------------- | -------- | ------- |
| Liga Juvenil de la UEFA      | Benfica (juveniles) | Portugal | 2021-22 |
| Copa Intercontinental Sub-20 | Benfica (juveniles) | Portugal | 2022    |